# Griechenland auf den Ruinen von Mesolongi
Griechenland auf den Ruinen von Mesolongi (Originaltitel: französisch La Grèce sur les ruines de Missolonghi) ist ein romantisches Gemälde von Eugène Delacroix aus dem Jahr 1826. Es stellt eine Allegorie auf Griechenland dar, die sich auf die tragisch beendete Belagerung von Mesolongi während der Griechischen Revolution bezieht. Das Bild befindet sich seit 1852 im Musée des Beaux-Arts de Bordeaux.

## Beschreibung, Hintergrund und Geschichte

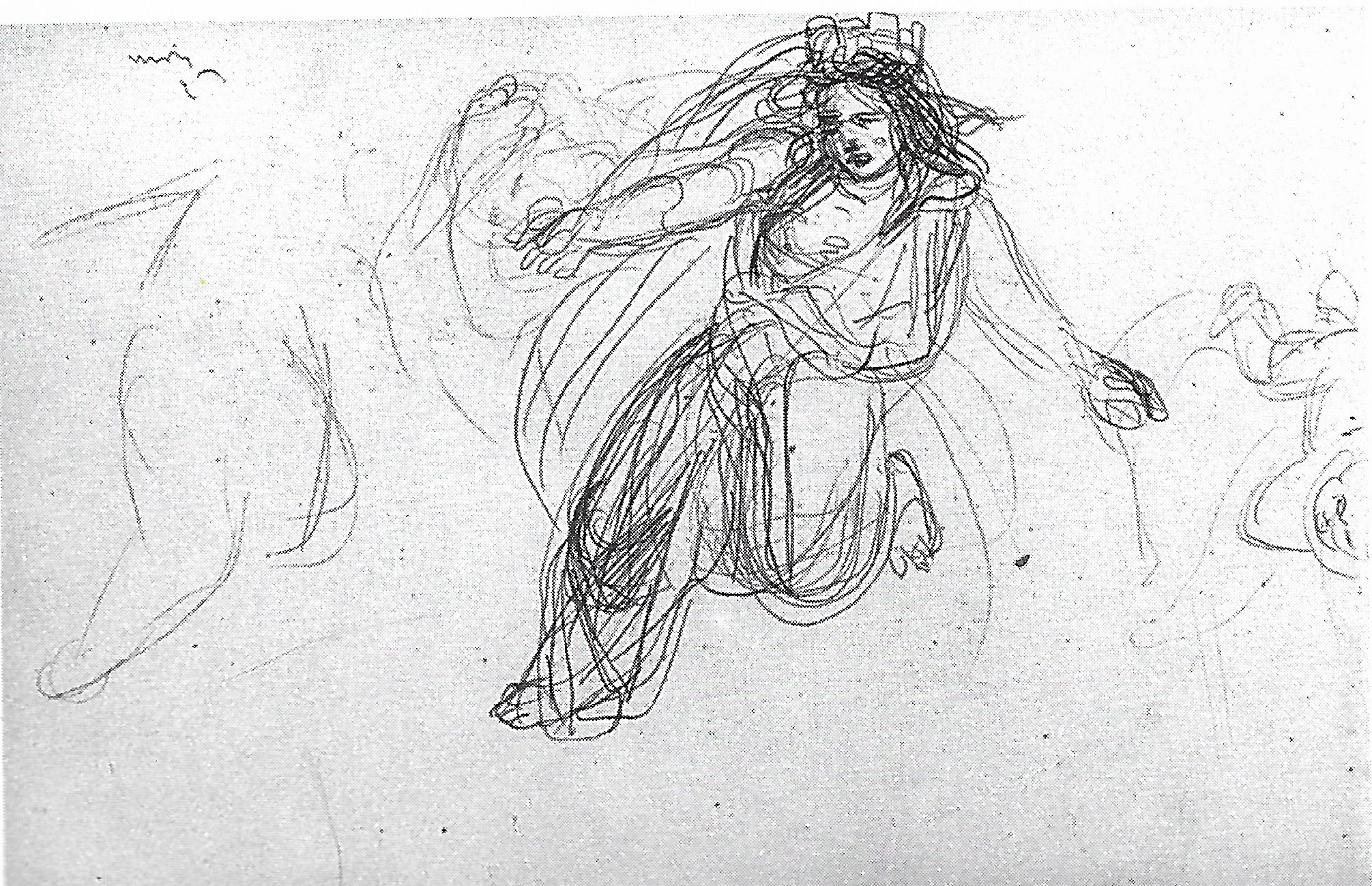
Vorzeichnung der Frauenfigur mit Krone, die als Attribut der Göttin Tyche gilt; Paris, Louvre

Das Bild hat die Maße 209 × 147 cm und ist in der Technik Ölmalerei auf Leinwand ausgeführt. Delacroix’ Signatur befindet sich auf dem Mauerbrocken unterhalb des Mantelsaums. Im Musée des Beaux-Arts trägt es die Inventarnummer „Bx E 439“. 
Hintergrund des Gemäldes sind die Kämpfe in der griechischen Stadt Mesolongi, die während der Griechischen Revolution von den Osmanen zweimal belagert wurde und deren Verteidiger sich in aussichtsloser Lage bei der Einnahme mit dem verbliebenen Pulver sprengten.
Das Gemälde wird von einer aufrechten Frauenfigur in griechischer Tracht dominiert, die sich über blutbespritzte Trümmer erhebt. Ihr linkes Bein kniet zwar auf einem Block, das rechte ist jedoch gestreckt. So stellt Delacroix einerseits die Niederlage der Griechen dar, aber andererseits auch ihren erhofften heldenhaften Sieg in der Zukunft. Die Arme der Frau sind ausgebreitet und zeigen die Handflächen, sie trägt keine Waffe. Ihr Gesichtsausdruck wirkt durch die traurige Gelassenheit abgeklärt. In ihren Augen sind Tränen zu erkennen. Auf dem Kopf trägt sie ein geblümtes Tuch. Über dem weißen tunikaartigen Kleid mit großzügigem Dekolleté trägt sie einen offenen bläulich glänzenden und rot gefütterten edlen Mantel, der mit einem goldenen Tuch vor dem Bauch zusammen gehalten wird, dazu rote Schuhe. Im Hintergrund links sind die Ruinen von Mesolongi zu erkennen, rechts im Hintergrund steht in triumphierender Haltung, den Blick nach rechts gewandt, ein bewaffneter dunkelhäutiger Soldat im Dienst der Osmanen. Er trägt auf dem Kopf einen Turban und als Beinkleid einen Sirwal. Er stammt vermutlich aus Nordafrika.
Im Vordergrund rechts befindet sich zwischen den Trümmern die Hand eines Toten. Es ist wahrscheinlich der von Delacroix bewunderte Lord Byron, der in Mesolongi starb, und dem der Künstler damit ein Denkmal setzen wollte.
Für dieses Bild wählte Delacroix wiederum die bewährte kontrastreiche Farbgebung, die er schon bei der Dantebarke nutzte. Kalte Töne, wie das Blau oder Graublau des Mantels der Frau, und die warmen Töne des gelben oder goldenen Gürteltuchs, der Kleidung des Soldaten, der Trümmer und dem Rot von Lord Byrons Ärmel, stehen im Kontrast zum Weiß des Kleides und der schwarzen Haartracht der Frau.
Dem Philhellenismus zugetan, beschäftigte sich Delacroix lange mit dem Freiheitskampf der Griechen, der in Europa vor allem Gesprächsthema der jungen Gebildeten war. Nach dem Wiener Kongress, der eine lähmende politische Atmosphäre schuf, war diese Revolution ein idealistischer Aufbruch für die Jugend. Nach seinem Bild Das Massaker von Chios, das eine real scheinende Szene nachstellt, war diesmal eine Allegorie geplant. Er wollte über die Aktualität des Realen hinausgehen und der griechischen Geschichte durch die Allegorie eine stärkere Bedeutung geben. Er wollte aber auch seinem Käuferpublikum damit zeigen, dass er alle Darstellungsarten der Historienmalerei, vor allem in großen Formaten, beherrschte. Für die Bekleidung der Modelle seines Bildes konnte sich der Künstler bei seinem Kollegen Jules Robert Auguste bedienen, der einen reichen Fundus an Kostümen und Requisiten besaß.
Die Vorbilder für dieses Bild stammen aus der frühchristlichen Antike Griechenlands. Es gibt Vorzeichnungen der allegorischen Frauenfigur, die sie mit Krone zeigen. Die Krone ist ein Attribut der Göttin Tyche, die in der Zeit des Hellenismus die Stadt beschützte. Die Haltung der Frau erinnert an die Haltung, die in den ersten christlichen Jahrhunderten bei Gebeten eingenommen wurde. Vorbild ist eine Pietà von Raffael, die Delacroix als Kupferstich von Marcantonio Raimondi kannte. Die Kleidung, bestehend aus dem blauen Mantel und dem weißen Tunikakleid, bezieht sich auf die Unbefleckte Empfängnis und weist daher auf eine säkularisierte Figur der Maria hin. Die Aussage ist klar: „Den osmanischen Besatzern wird es nie gelingen, Griechenland zu besudeln.“
Das Bild wurde zunächst im Sommer 1826 in einer Ausstellung zum Thema „Griechischer Freiheitskampf“ in der Pariser Galerie Lebrun gezeigt und von der Kritik meist positiv besprochen, doch fand es keinen Käufer. Erst 1852 kaufte die Stadt Bordeaux das Bild nach zähen Verhandlungen mit Delacroix für ihr Museum für 2500 Francs.

## Rezension
Ungewöhnlich hart urteilte das konservative Journal des débats (Ausgabe vom 13. Juli 1826)  über das Bild. Delacroix habe zwar Talent, aber seine Ausführung sei schlampig. Man könne zwar einen Schimmer von Vernunft erkennen, oder Geistesblitz, was aber in der ganzen Unsinnigkeit untergehe. Ganz anders urteilte Victor Hugo, der sich aber bald von Delacroix wieder abwandte. Er schrieb: 

„Wir mögen zwar nicht unbedingt Allegorien; diese aber ist äußerst interessant. Diese Frau, die Griechenland darstellt [Anm.: Es ist Delacroix’ Modell Laura, die in seinem Tagebuch von 1824 erwähnt wird], ist derartig schön in ihrer Haltung und in ihrem Ausdruck! Der triumphierende Ägypter, der abgeschnittene Kopf [Anm.: unter Lord Byron’s Hand], die von Blut überzogenen Steine, alles hat etwas ungemein Pathetisches.“

## Ausstellungen (Auswahl)
- ab 17. Mai 1826: Exposition au profit de Grecs in der Galerie Lebrun, Paris.[7]
- 1893: Exposition d’art musulman im Palais de l’industrie Paris.[8]
- La Grèce en révolte – Delacroix et les peintres français, 1815–1848. 14. Juni bis 8. September 1996: Musée des beaux-arts, Bordeaux; vom 8. Oktober bis 13. Januar 1997 im Musée national Eugène Delacroix, Paris; vom 12. Februar bis 25. April 1997 in der Nationalgalerie in Athen.[9]
- 19. Oktober 2011 bis 15. Januar 2012: Eugène Delacroix: de l’idée à l’expression im CaixaForum Madrid und vom 15. Februar bis 20. Mai 2012 im CaixaForum Barcelona.[10]